# Доступность

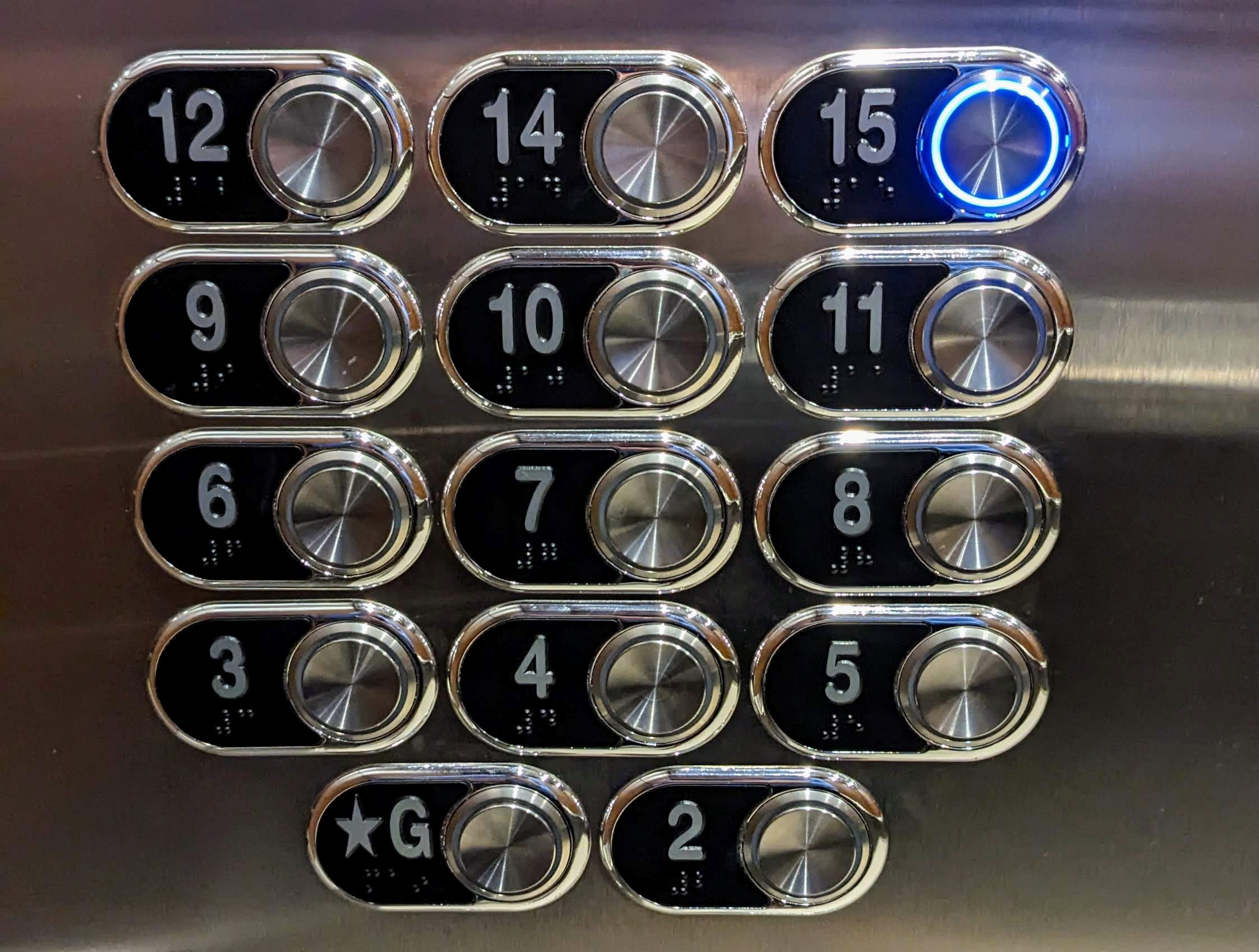
Кнопки лифта с маркировкой шрифтом Брайля, может заменять голосовой вызов лифта

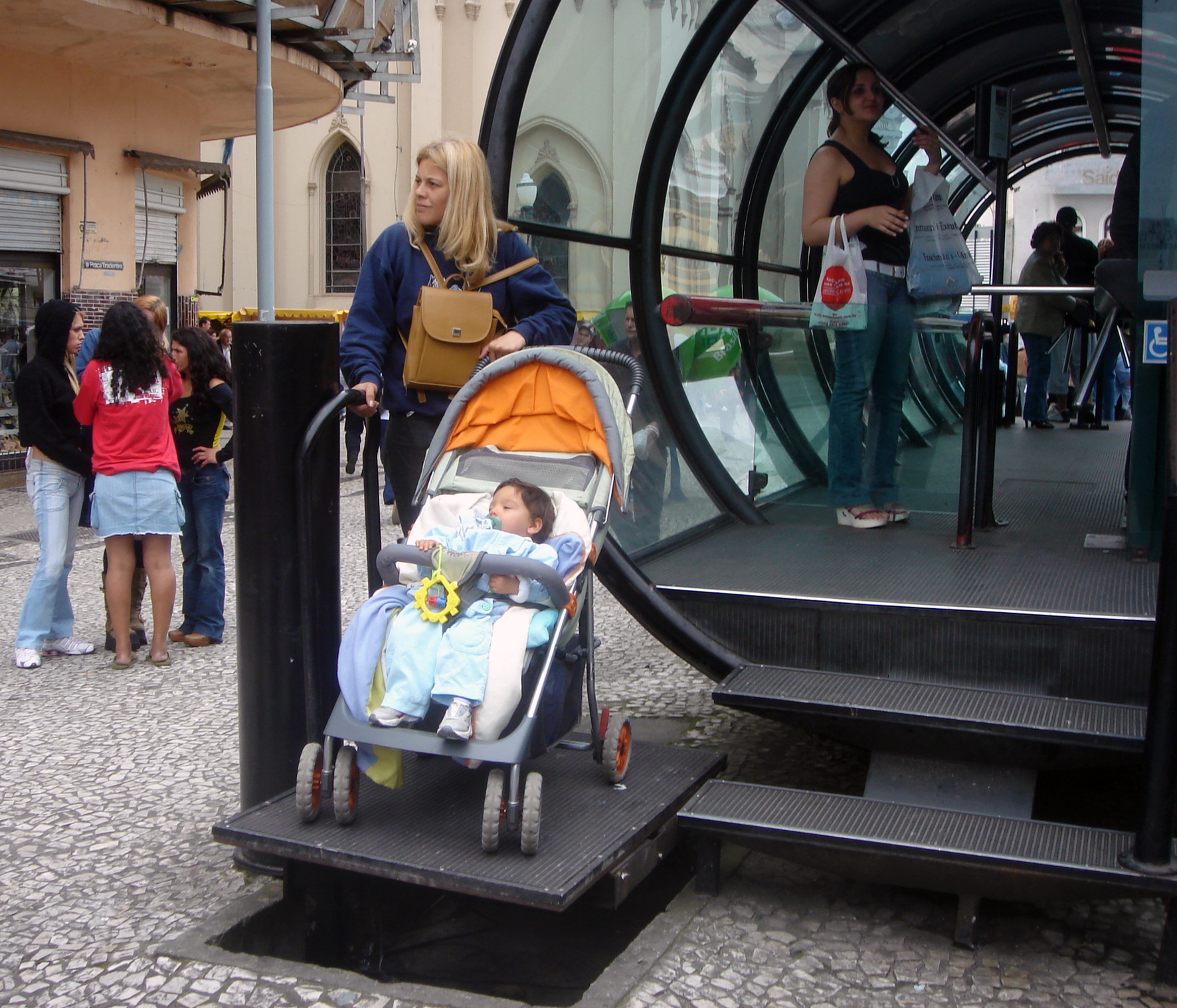
Универсальный доступ в общественном транспорте Куритибы (Бразилия)

Досту́пность (англ. accessibility) — свойство продуктов, устройств, сервисов или окружающей среды для людей с ограниченными возможностями здоровья. Концепция доступного дизайна и практика разработки доступных объектов призваны обеспечить как «прямой доступ» (то есть без сторонней помощи), так и «непрямой доступ», означающий совместимость с вспомогательными технологиями, используемыми человеком (например, скринридерами).
Доступность может рассматриваться как «возможность доступа» и получения пользы от какой-либо системы или сущности. Концепция сосредотачивает усилия на предоставлении доступа для людей с ограниченными возможностями или предоставлении доступа через использование вспомогательных технологий, однако исследования и разработки в сфере доступности приносят пользу для всех.
Доступность не следует путать с юзабилити. Доступность — принципиальная возможность пользоваться продуктом (услугой, средой, устройством) той или иной группе людей, юзабилити — уровень того, насколько продукт может использоваться эффективно, результативно и удовлетворительно в определённом контексте.
Доступность сильно связана с универсальным дизайном, созданием продуктов, используемых людьми с наиболее широким уровнем возможностей и работающих в наиболее широком числе возможных ситуаций. Последняя концепция относится к обеспечению доступности для всех людей, независимо от их возможностей.

## Маломобильные группы населения

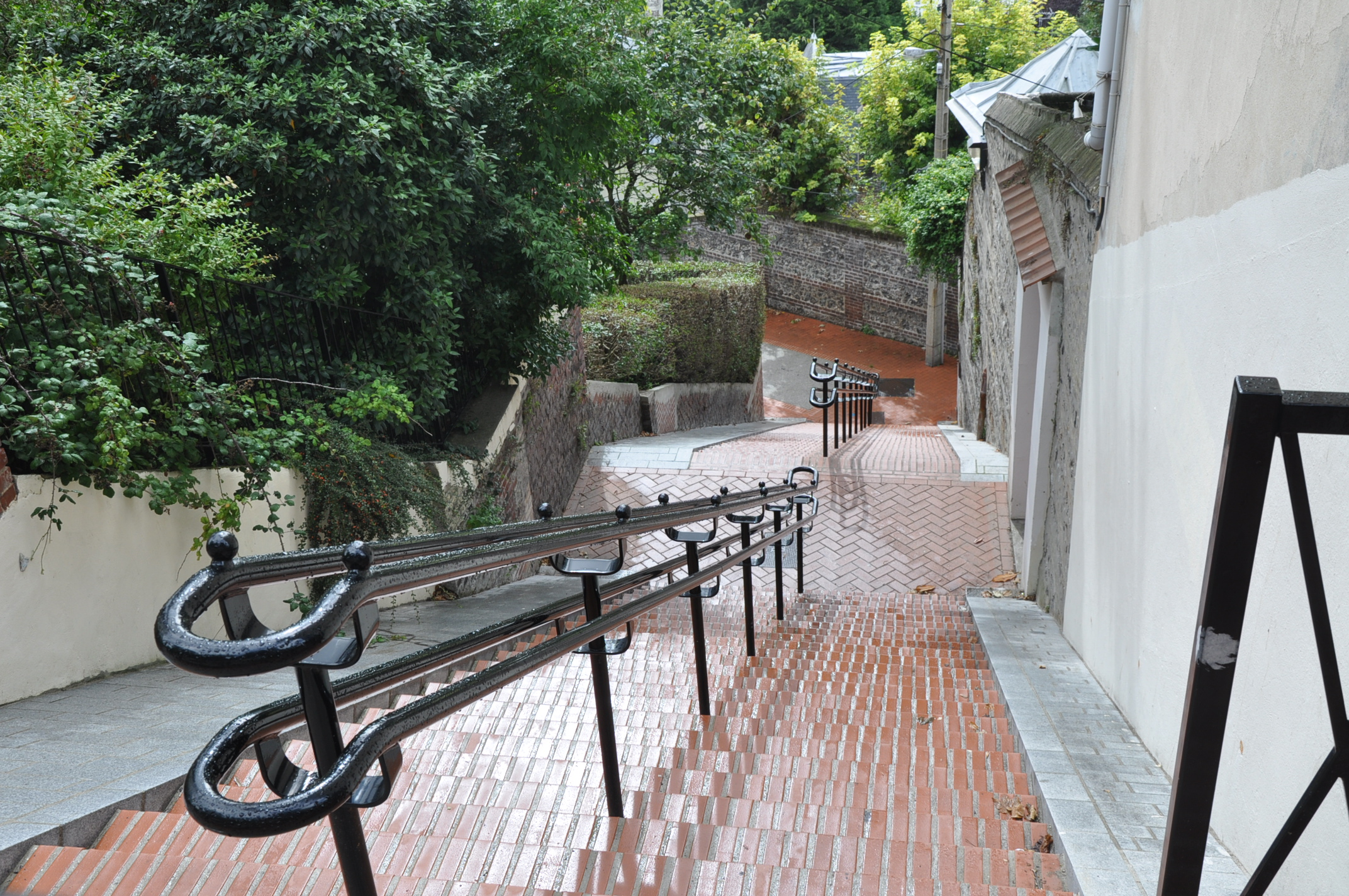
обычные перила помогают не только инвалидам и пожилым людям, но и помогают передвигаться во время гололедицы

Доступность уличной инфраструктуры сильно связана с понятием маломобильные — люди, имеющие трудности с передвижением, восприятием и получением услуг по сравнению с большинством населения. Помимо инвалидов, к маломобильным относят:
- пожилых;
- дошкольников;
- временно нетрудоспособных — например, травмированных или по причине болезни;
- беременных;
- людей с грузом, колясками.

## Создание доступной среды для маломобильных групп населения
При проектировании общественных и жилых зданий важно соответствовать нормативам, прописанным в своде правил СП 59.13330.2016 Доступность зданий и сооружений для маломобильных групп населения. На входе необходимо предусматривать пандусы, широкие дверные проемы (автоматически открывающиеся двери) и поручни с двух сторон лестницы, тактильные таблички и пиктограммы — для незрячих людей, индукционные системы — для слабослышащих.
Часто оказывается, что правильно сконструированный колясочный въезд (пандус) широко используется и здоровыми людьми, например для тачки или тележки..
Светофоры для пешеходов со звуковым сопровождением для слабовидящих и слепых. Кнопка для слепых у светофоров для безопасного перехода дороги.

## Законодательство и нормативные документы
Движение за права людей с ограниченными возможностями выступает за равный доступ к социальной, политической и экономической жизни, что включает в себя не только физический доступ, но и доступ к тем же инструментам, сервисам, организациям и помещениям, за которые платит каждый (например, музеи). Статья 9 Конвенции о правах инвалидов ООН обязывает подписантов предоставлять полную доступность в своих странах.

Международный знак доступности

В 2011 году в России была запущена программа «Доступная среда», которая призвана облегчить жизнь людей с инвалидностью, а также иных маломобильных граждан, предоставляющая им возможность максимально интегрироваться в общество. Первый этап госпрограммы был реализован с 2011 по 2021 годы. Второй этап реализации программы осуществляется с 2022 до 2030 года и ставит одной из целей — обеспечение 98 % нуждающихся достойными реабилитационными услугами.

## Доступность и информационные технологии
Средства обеспечения доступности в программном обеспечении также называют «специальными возможностями».

### Законодательство в сфере цифровой доступности
В 1995 году был принят Федеральный закон № 181-ФЗ «О социальной защите инвалидов в Российской Федерации», который впервые определил необходимость создания доступной среды для людей с ограничениями, включая информационные ресурсы. Однако нормативных стандартов на тот момент не существовало.

#### Этапы стандартизации
1. Начало 2000-х. С развитием интернета в России стало очевидно, что цифровые ресурсы требуют отдельного регулирования.

В 2008 году Россия ратифицировала Конвенцию ООН о правах инвалидов, которая обязывала страны-участницы внедрять доступность во всех сферах жизни.
1. Появление первых стандартов.

В 2012 году был принят первый вариант ГОСТ Р 52872-2012, ориентированный на адаптацию интернет-ресурсов для маломобильных пользователей. Этот стандарт был основан на ранних версиях WCAG и заложил основу для регулирования доступности в цифровой сфере.
1. Обновление в 2019 году. Быстрый рост технологий, развитие мобильных устройств и новые требования пользователей потребовали пересмотра стандартов. В результате появился ГОСТ Р 52872-2019[18], который:
  - Распространил требования доступности на мобильные приложения и пользовательские интерфейсы.
  - Учёл новые технологические возможности, такие как голосовые помощники и синтезаторы речи.
  - Перешёл на более современные принципы WCAG 2.1, включая уровни соответствия A, AA и AAA.

#### Современное законодательство
На сегодняшний день ГОСТ Р 52872-2019 используется в сочетании с другими нормативно-правовыми актами:
- Федеральный закон № 419-ФЗ (2014 год)[19] обязывает органы власти и компании внедрять доступность во всех аспектах, включая цифровые технологии.
- Приказ Минцфиры 953 (вступил в силу 1 сентября 2024)[20] устанавливает требования к сайтам государственных и муниципальных организаций в области доступности.

### Отечественные разработки для обеспечения цифровой доступности
Средства обеспечения доступности в программном обеспечении также называют «специальными возможностями».
В едином реестре российских программ (ЕРРП) зарегистрировано 18 792 решений (по данным от 18 ноября 2023 года), из которых:
- 125 содержат функционал для поддержки работы пользователей с ограничениями по зрению;
- 116 содержат функционал для поддержки пользователей с ограничениями по слуху.

Активно внедряют функции по обеспечению цифровой доступности VK, «Яндекс», «Додо Пицца», Mos.ru и многие другие российские компании.